# Chthonius ponsi
Chthonius ponsi es una especie de arácnido  del orden Pseudoscorpionida de la familia Chthoniidae.

## Distribución geográfica
Se encuentra en las islas Baleares (España).